# 佛國寺釋迦塔
35°47′24″N 129°19′55″E / 35.789991°N 129.332011°E
佛國寺釋迦塔（韓語：불국사 석가탑），又稱佛國寺三層石塔（불국사 삼층석탑），位於韓國慶尚北道慶州市佛國寺內，為統一新羅時期（西元668－935年）佛塔，推測建於統一新羅景德王10年（西元751年）。佛國寺釋迦塔在1962年12月被列為韓國國寶第21號。

## 簡介

### 歷史
佛國寺釋迦塔位於慶州市佛國洞佛國寺內，慶州為新羅王朝（西元前57年－935年）國都，當地有大量新羅遺跡和文物。
佛國寺始建於新羅第23代君主法興王15年（西元528年），當時稱法流寺。景德王時期，西元750年左右，宰相金大城為紀念父母重建，完工後命名為佛國寺。朝鮮宣祖26年－32年（西元1592年－1598年），歷經豐臣秀吉入侵朝鮮半島的萬曆朝鮮之役，佛國寺大部分建築被燒毀，唯有金銅佛像和石造物倖免於難，釋迦塔因而保存至今，已有超過1200年的歷史。佛國寺釋迦塔在1962年12月10日被列為韓國國寶第21號。
1966年9月，盗掘者入侵，釋迦塔產生損傷，同年12月整修時，於二層塔身中的一個方洞內，找到一批文物，該批文物被列為韓國國寶第126號。其中最受矚目的為編號126-6號，其為世界上最早的木刻印刷品，將《無垢淨光大陀羅尼經》印在8×620公分的紙捲軸上，經鑑定年代介於西元705－751年間。該物件現存於國立慶州博物館。

### 結構
釋迦塔全名「釋迦如來常住說法塔」，又稱三層石塔，位於佛國寺大雄殿前廣場，高10.75公尺。釋迦塔是傳統韓式石塔，線條簡潔，細節極少。一般推測建於統一新羅景德王10年（西元751年），但另有一說建於統一新羅景德王元年（西元742年）。
釋迦塔設計相當簡潔，其在兩層基座平台上豎立三層塔身，塔身由下至上的比例為4:3:2，下方較大，至上方逐漸縮小，呈現均衡的比例。釋迦塔模仿木製建築的風格，在兩層平台的四個角落均有柱形結構，三層塔身的四個角落也有類似的結構，每層的塔身上的屋簷，其角落均略微抬高，使得整座塔看起來較為輕盈，彷彿要飛起來。基座與塔身上面並無雕刻，呈現簡潔的美感。
三層塔身的結構在統一新羅時代為佛塔常見的樣式，在釋迦塔之前建造的有慶州高仙寺址三層石塔（韓國國寶第38號，建於7世紀後期）、慶州感恩寺址東、西三層石塔（韓國國寶第121號，建於西元682年）等，釋迦塔在其後建造，其為集三層石塔建築經驗之大成，為統一新羅時期三層石塔建築的經典之作。之後興建的南原實相寺東、西三層石塔（韓國寶物第37號，建於西元828年）則是模仿釋迦塔的形式建造。
大雄殿前廣場上，除了釋迦塔之外，另有多寶塔，兩座塔置於同一處，是體現妙法蓮華經的內容，表示「現在佛」釋迦牟尼佛說法時，「過去佛」多寶佛在旁的證明。

### 逸事
在韓國民間傳說中，佛國寺釋迦塔被稱為無影塔（韓語：무영탑）。傳說內容為統一新羅時期，君王崇尚佛法，不惜花費大量人力、物力修建釋迦塔。有位被徵為伕役的石匠因久未回家，他的妻子想來探夫，卻被阻止。修建中的石塔，旁邊有個水池，池中顯現石塔的倒影，思念丈夫卻遲遲無法相見的女子，悲傷不已，縱身跳入水池，石塔的倒影因而消失，因此此塔被稱為「無影塔」以諷刺統治者想藉由修塔增加功德，卻適得其反:117-118。

## 圖集

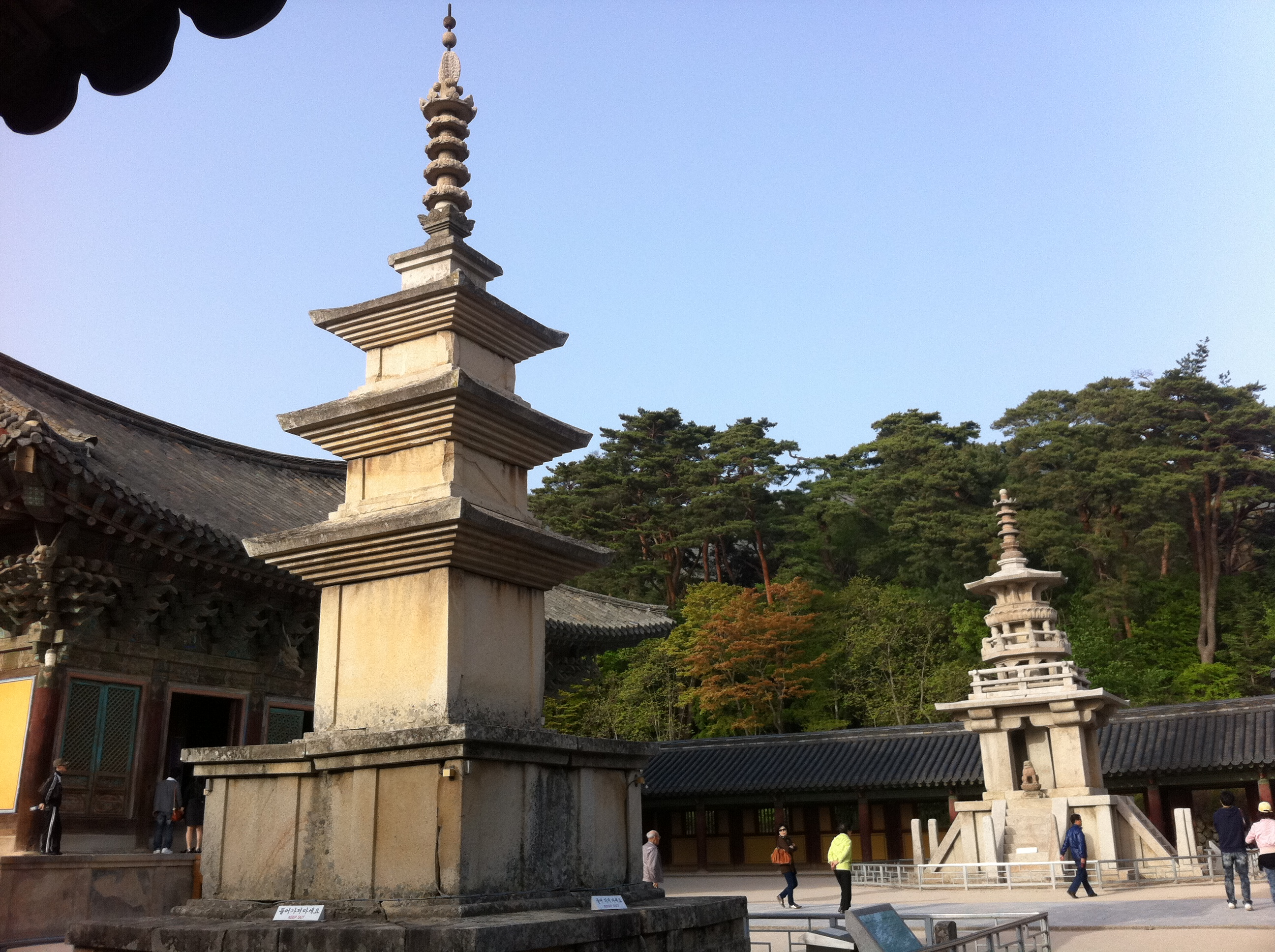
釋迦塔（左）與多寶塔（右）
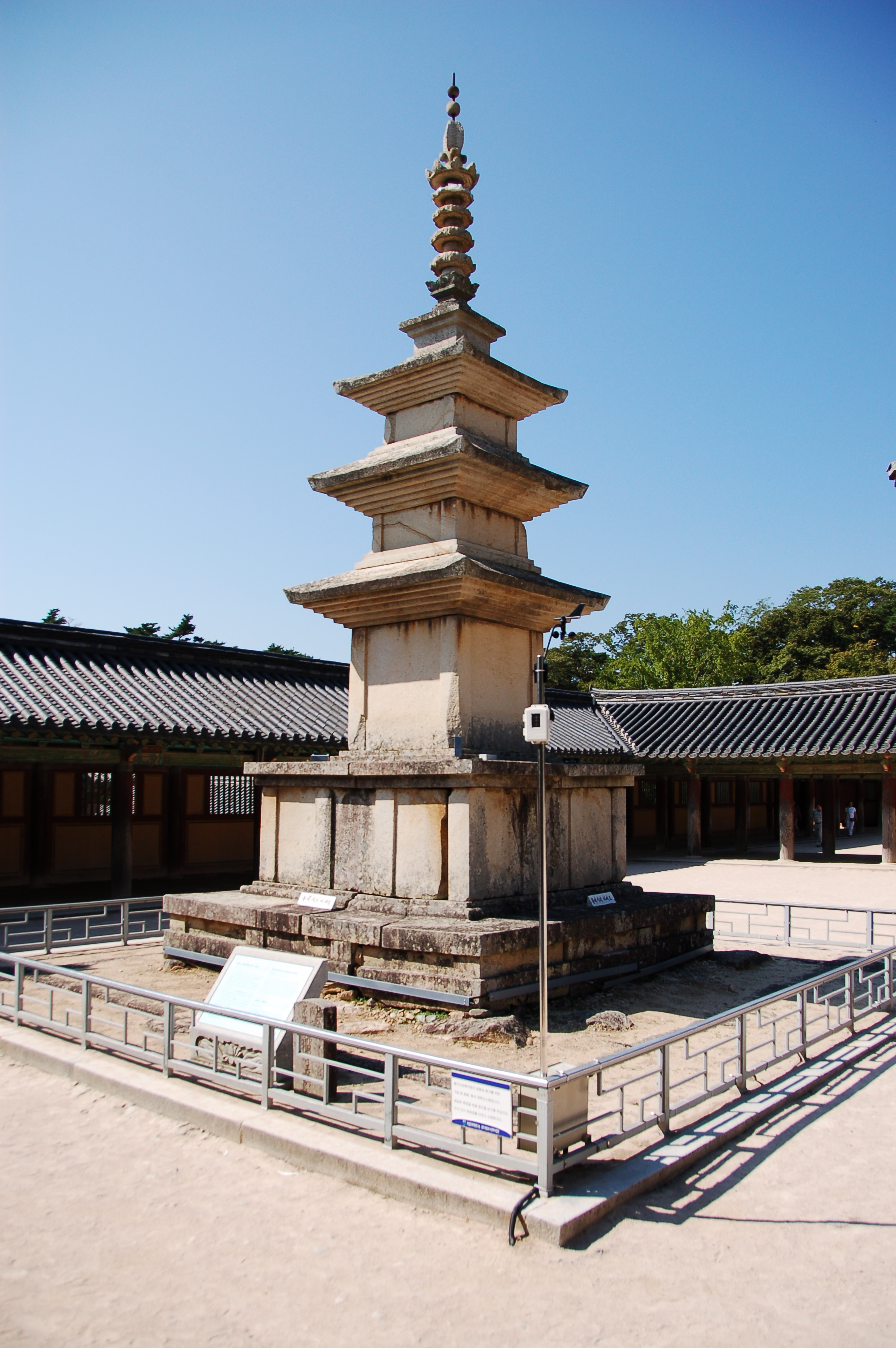
釋迦塔
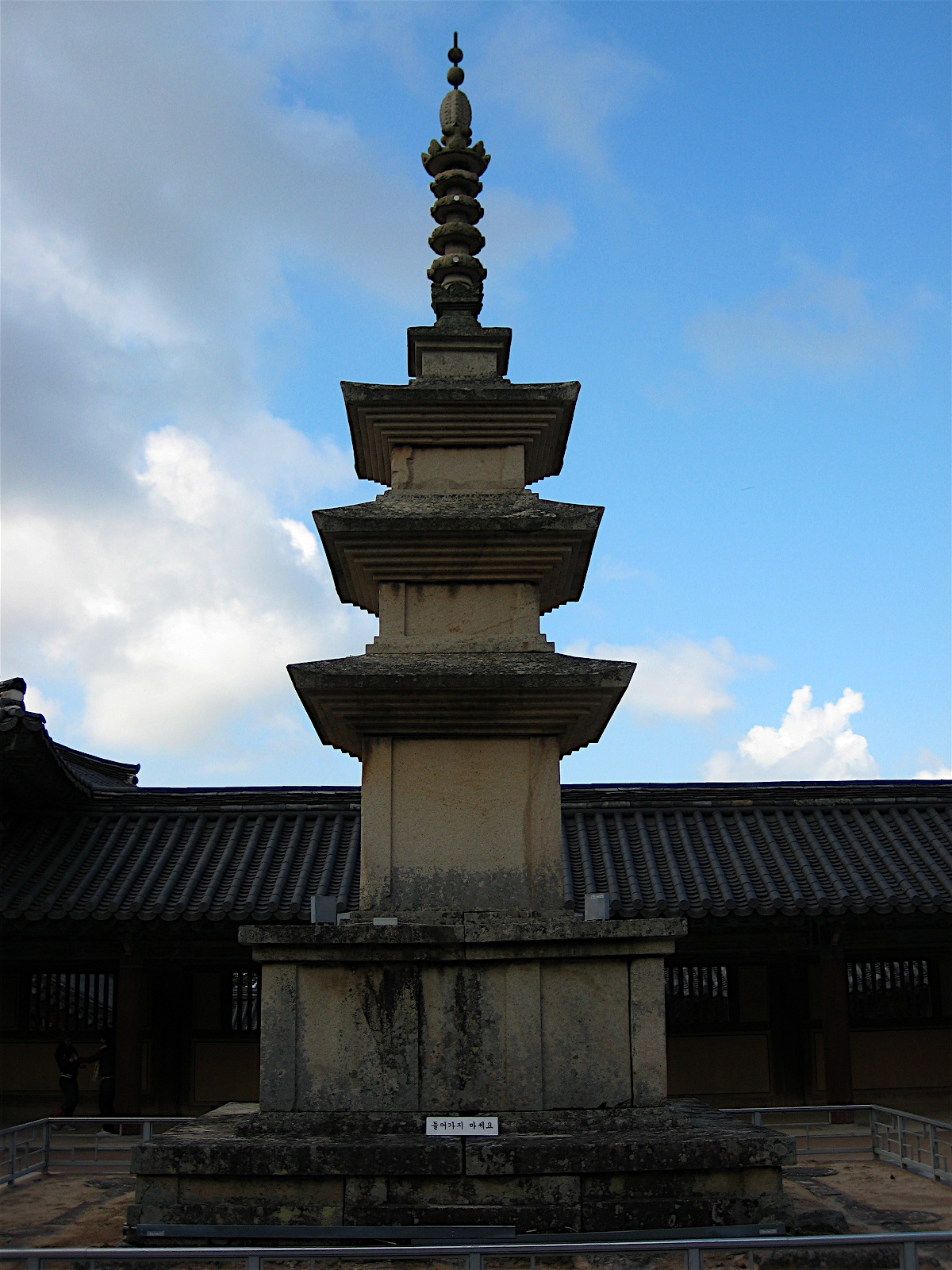
另一個角度的釋迦塔
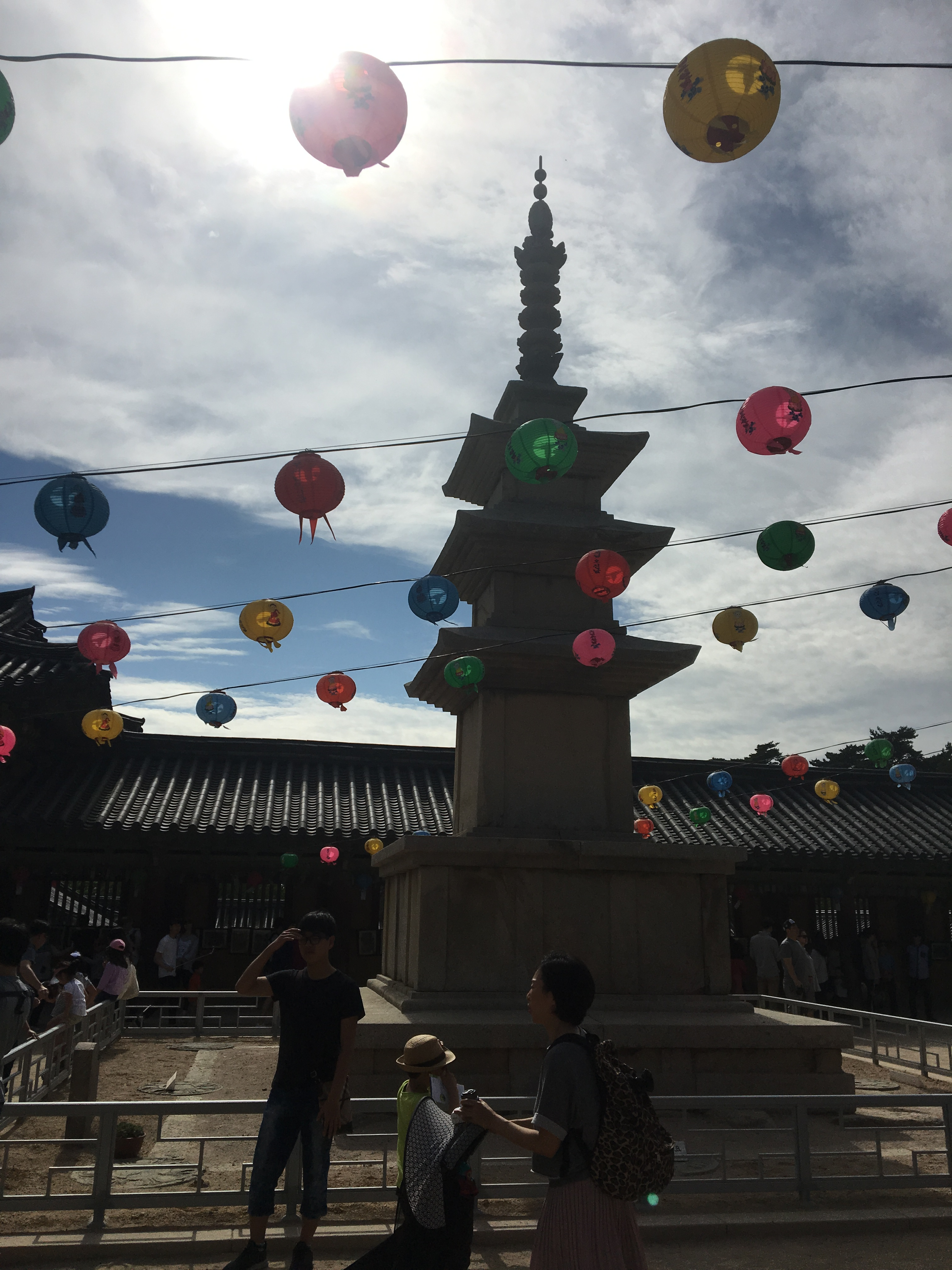
在燈籠後方的釋迦塔
釋迦塔結構圖

## 外部連結
- （简体中文）佛國寺官方網站 （页面存档备份，存于）